# Huacachina
Huacachina egy kis falu Peruban, amely az Atacama-sivatag oázisa köré épült. Ma az ország egyik legkedveltebb turisztikai látnivalója.
Mivel az amerikai földrészen nagyon kevés oázis van, ezért Huacachinát El Oasis de América, azaz „Amerika Oázisa” néven is emlegetik.

## Földrajz
Huacachina Peru déli részén, Ica megye székhelye, Ica városa mellett található, a központtól, ahonnan az egyetlen kiépített út vezet ide, mintegy 5 km-re délnyugatra. A falut minden irányból magas homokdűnék veszik körül. A középen található tavat földalatti vízfolyások táplálják.

## Turizmus
A hely mára Peru egyik leglátogatottabb turisztikai célpontja. 1940 óta működik fürdőhelyként, de már korábban is sokan keresték fel: körülötte az idők során egyre több ház és szálloda épült ki. Ma az 1920-as években épült Mossone és a Salvatierra szálloda működik itt, az előbbi Augusto Leguía elnök kedvelt tartózkodási helyének is számított.
A helyet magáért a hangulatáért és természeti környezetéért is sokan látogatják, de lehetőség van homokjárókat is bérelni, amelyekkel bejárhatók a környező dűnék, sőt, a homokdeszkázás nevű extrém sport is művelhető itt.

## A hely legendája
Az oázishoz többféle legenda is kapcsolódik. A legelterjedtebb szerint egyszer egy Huacay China nevű lány beleszeretett egy harcos férfiba, aki azonban egy csatában hősi halált halt. Amikor ezt a lány megtudta, felkereste azt a napraforgómezőt, ahol először találkoztak, és nagy szomorúságában sírni kezdett, és addig-addig sírt, amíg könnyeiből egy kis tó nem alakult ki. Egy este egy másik fiatal harcos járt arra, és távolról leste a lányt, aki azonban észrevette, hogy figyelik, és futni kezdett. A fiú nyomába eredt, és amikor már majdnem utolérte, a lány a tóba vetette magát, és olyan sokáig a víz alatt maradt, hogy szirénné változott. A legenda szerint ma is minden újholdkor a szirén a felszínre jön és siratja elhunyt kedvesét.

## Képek

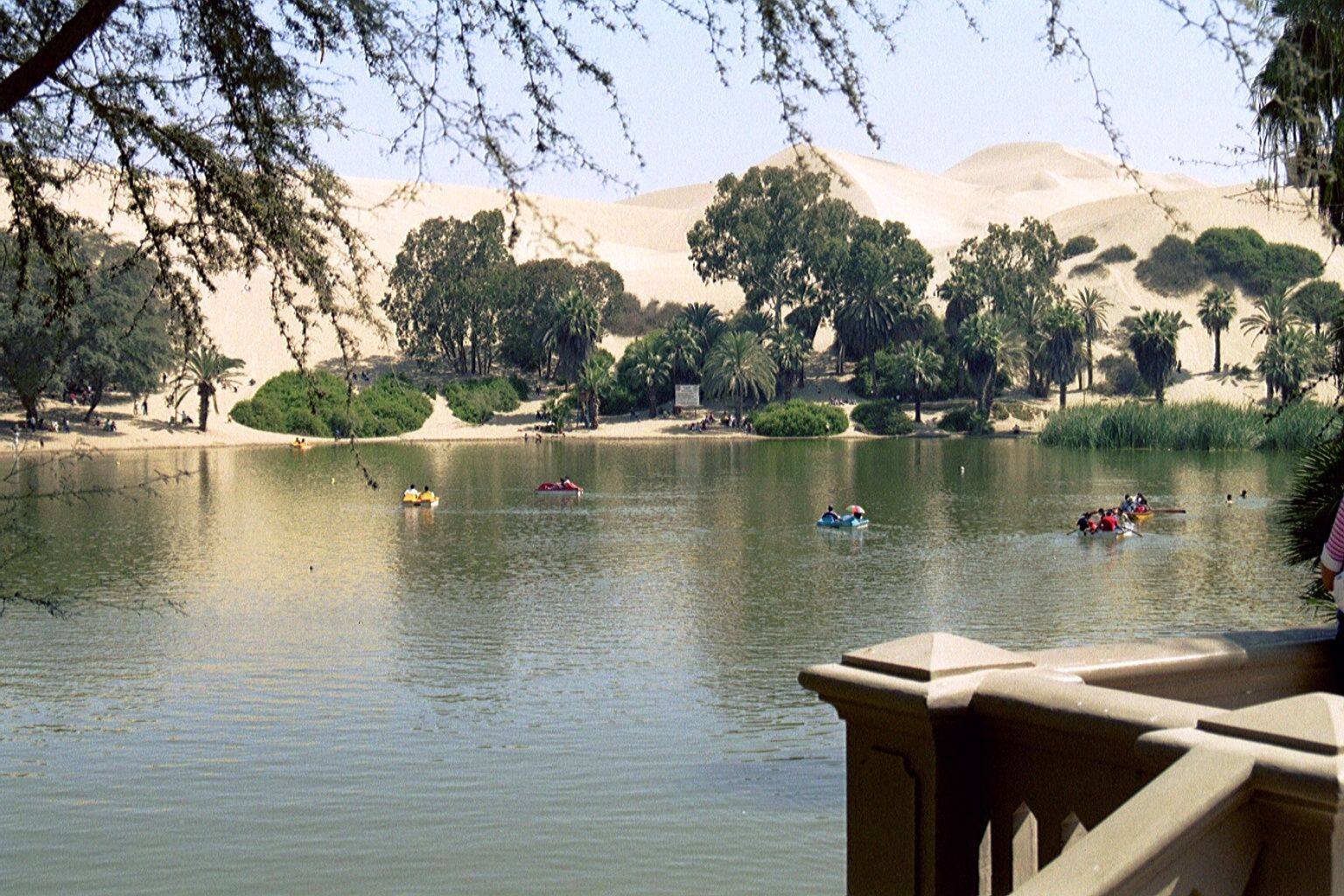
A tó közelről
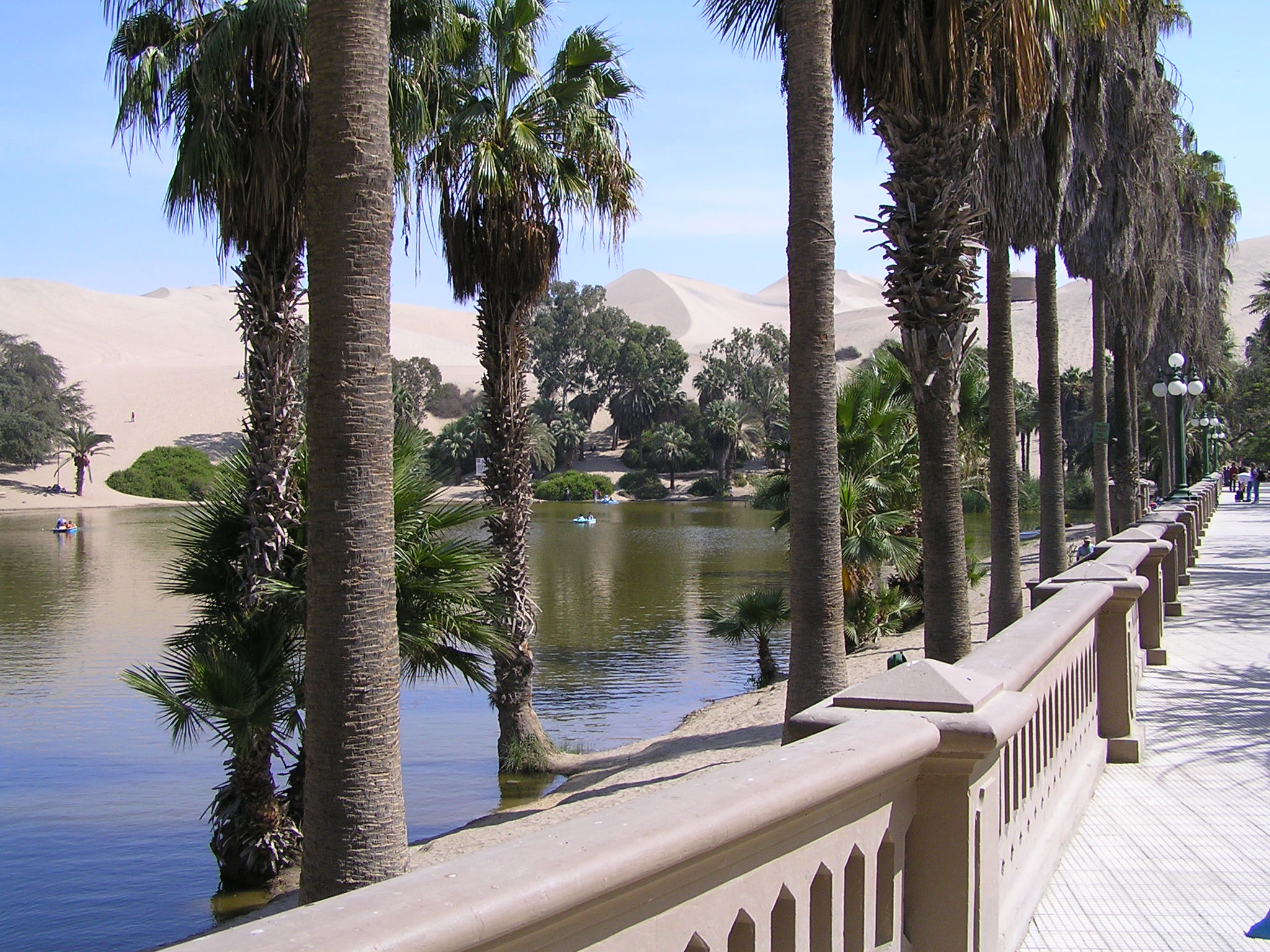
A tó
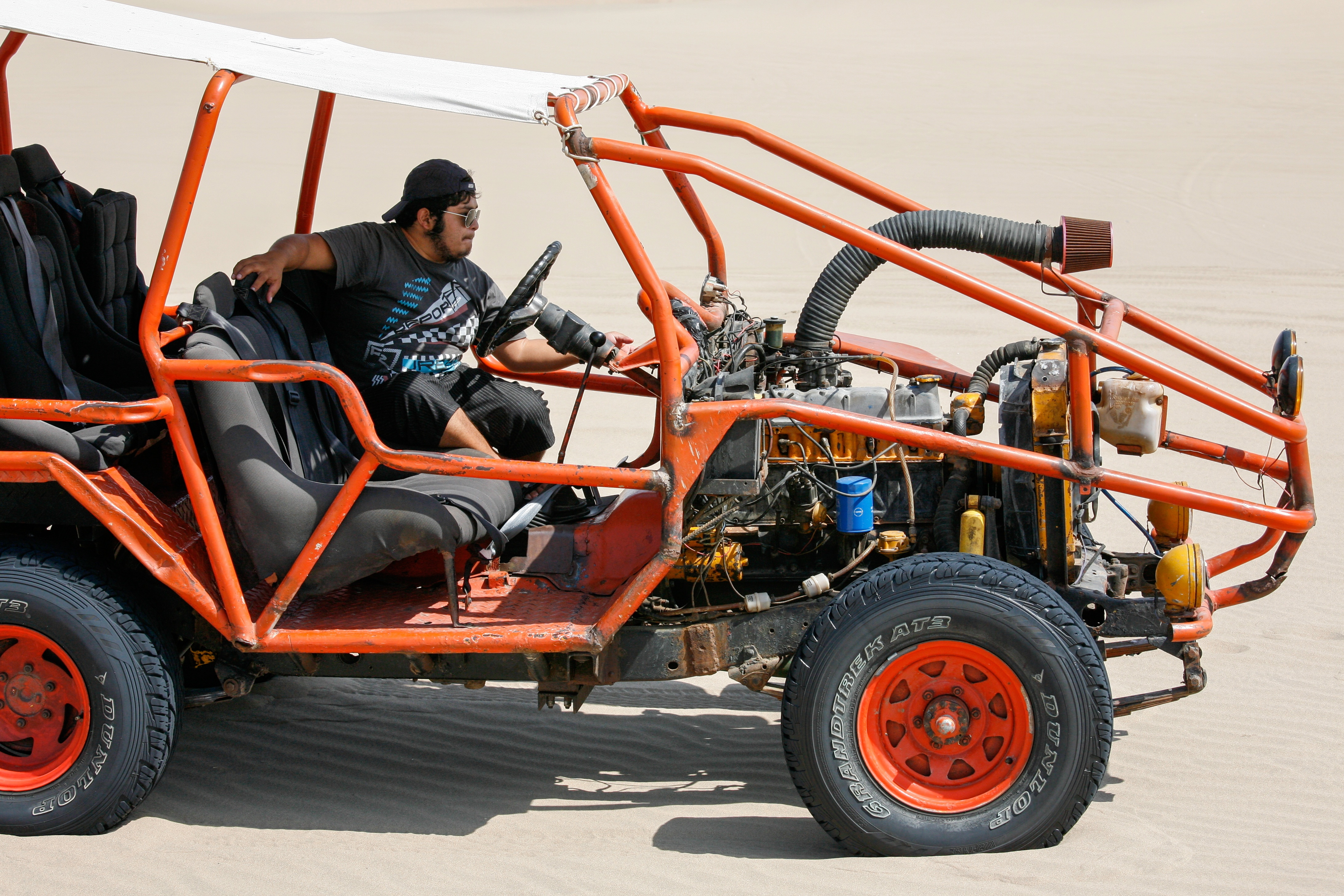
Homokjáró járgány Huacachinánál
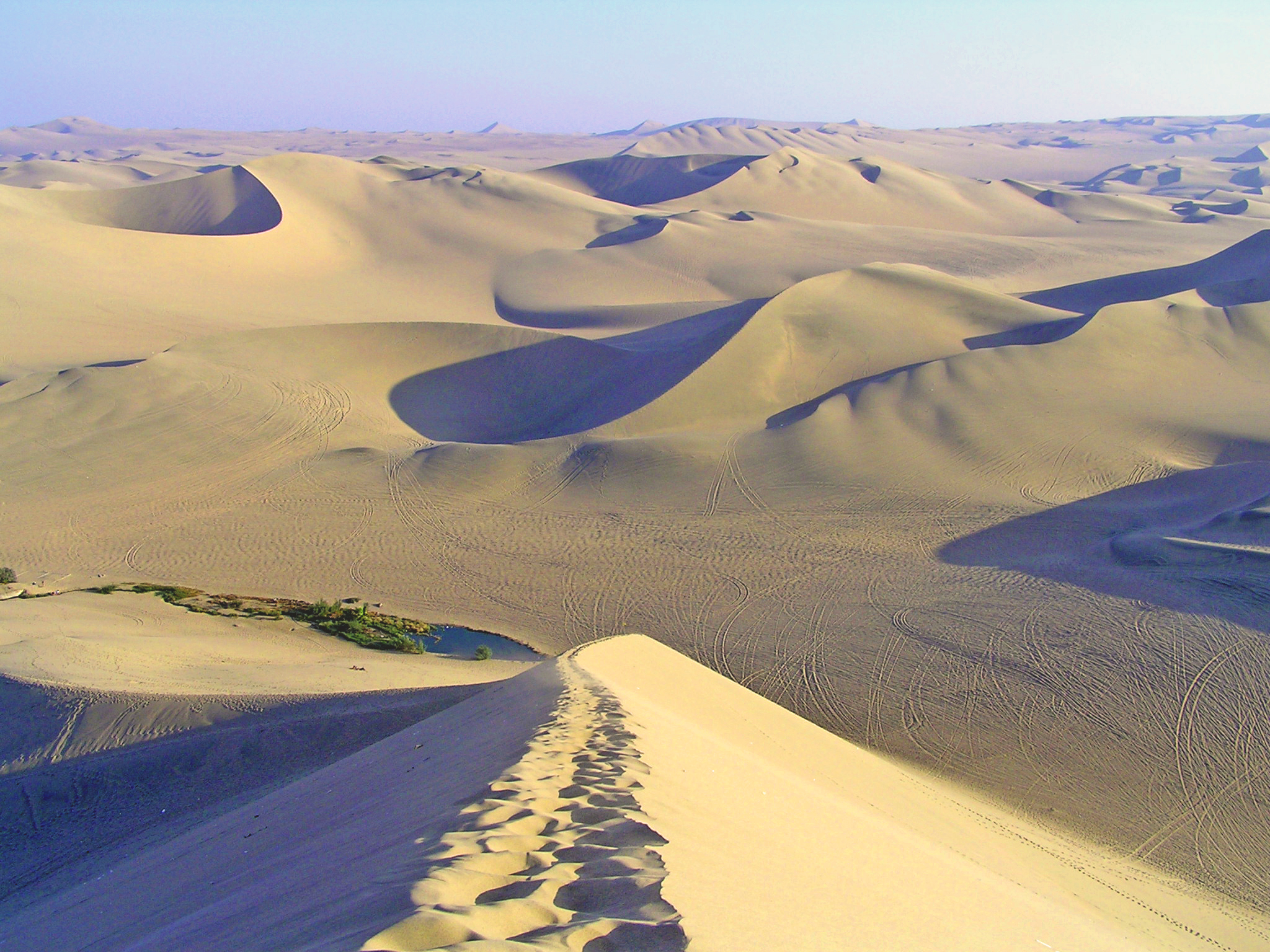
Huacachina környezete